# Maestro (film)
Maestro is een Amerikaanse biografische film uit 2023, geregisseerd en mede geschreven door Bradley Cooper. Cooper speelt zelf de hoofdrol, naast Carey Mulligan, Matt Bomer, Maya Hawke en Sarah Silverman.

## Verhaal
De film vertelt over het leven van de Amerikaanse componist, dirigent en pianist Leonard Bernstein, en meer bepaald zijn huwelijk met Felicia Montealegre.

## Rolverdeling
| Acteur          | Personage           |
| --------------- | ------------------- |
| Bradley Cooper  | Leonard Bernstein   |
| Carey Mulligan  | Felicia Montealegre |
| Matt Bomer      | David Oppenheim     |
| Maya Hawke      | Jamie Bernstein     |
| Sarah Silverman | Shirley Bernstein   |
| Michael Urie    | Jerome Robbins      |
| Gideon Glick    | Tommy Cothran       |
| Sam Nivola      | Alexander Bernstein |
| Miriam Shor     | Cynthia O'Neal      |
| Alexa Swinton   | Nina Bernstein      |

## Productie
In 2018 werd aangekondigd dat de film in ontwikkeling was bij Paramount Pictures, waarbij Martin Scorsese aanvankelijk van plan was de film te regisseren. Hij trok zich terug als regisseur om aan The Irishman te werken, waardoor Bradley Cooper in mei 2018 als regisseur er bij gehaald werd en ook de hoofdrol kon spelen als Bernstein. Scorsese produceerde de film samen met Todd Phillips en Steven Spielberg. Aanvankelijk overwoog Spielberg de film te regisseren. Hij had Cooper benaderd om de hoofdrol te spelen, maar bood hem ook de regisseurspositie aan tijdens een vertoning van A Star Is Born. In januari 2020 werd het project verplaatst naar Netflix.
Aanvankelijk werd verwacht dat de filmopnames op 5 april 2021 in Los Angeles zouden beginnen, maar dat gebeurde pas in mei 2022.

### Release en ontvangst
Maestro ging op 2 september 2023 in première in de officiële competitie van het Filmfestival van Venetië en werd uitgebracht op Netflix. De film kreeg overwegend positieve kritieken van de filmcritici, met een score van 81% op Rotten Tomatoes, gebaseerd op 225 beoordelingen. Maestro werd vier maal genomineerd voor de Golden Globes, waaronder voor beste film en beste regie.

## Prijzen en nominaties
De belangrijkste:
| Jaar | Prijs                       | Categorie                         | Genomineerde(n)                                                       | Uitslag     |
| ---- | --------------------------- | --------------------------------- | --------------------------------------------------------------------- | ----------- |
| 2024 | British Academy Film Awards | Beste regisseur                   | Bradley Cooper                                                        | Genomineerd |
| 2024 | British Academy Film Awards | Beste originele scenario          | Bradley Cooper en Josh Singer                                         | Genomineerd |
| 2024 | British Academy Film Awards | Beste vrouwelijke hoofdrol        | Carey Mulligan                                                        | Genomineerd |
| 2024 | British Academy Film Awards | Beste mannelijke hoofdrol         | Bradley Cooper                                                        | Genomineerd |
| 2024 | British Academy Film Awards | Beste cinematografie              | Matthew Libatique                                                     | Genomineerd |
| 2024 | British Academy Film Awards | Beste grime en haar               | Sian Grigg, Kay Georgiou, Kazu Hiro en Lori McCoy-Bell                | Genomineerd |
| 2024 | British Academy Film Awards | Beste geluid                      | Richard King, Steve Morrow, Tom Ozanich, Jason Ruder en Dean Zupancic | Genomineerd |
| 2024 | Golden Globes               | Beste film                        | Beste film                                                            | Genomineerd |
| 2024 | Golden Globes               | Beste regie                       | Bradley Cooper                                                        | Genomineerd |
| 2024 | Golden Globes               | Beste acteur in een film - drama  | Bradley Cooper                                                        | Genomineerd |
| 2024 | Golden Globes               | Beste actrice in een film - drama | Carey Mulligan                                                        | Genomineerd |
| 2024 | Critics Choice Awards       | Beste film                        | Beste film                                                            | Genomineerd |
| 2024 | Critics Choice Awards       | Beste regie                       | Bradley Cooper                                                        | Genomineerd |
| 2024 | Critics Choice Awards       | Beste mannelijke hoofdrol         | Bradley Cooper                                                        | Genomineerd |
| 2024 | Critics Choice Awards       | Beste vrouwelijke hoofdrol        | Carey Mulligan                                                        | Genomineerd |
| 2024 | Critics Choice Awards       | Beste originele scenario          | Bradley Cooper en Josh Singer                                         | Genomineerd |
| 2024 | Critics Choice Awards       | Beste camerawerk                  | Matthew Libatique                                                     | Genomineerd |
| 2024 | Critics Choice Awards       | Beste montage                     | Michelle Tesoro                                                       | Genomineerd |
| 2024 | Critics Choice Awards       | Beste grime en haarstijl          | Beste grime en haarstijl                                              | Genomineerd |
| 2023 | Filmfestival van Venetië    | Gouden Leeuw                      | Bradley Cooper                                                        | Genomineerd |